# Bruno Munari
Bruno Munari (Milão, 24 de outubro de 1907 - Milão, 30 de setembro de 1998) foi um artista e designer italiano, que contribuiu com fundamentos em muitos campos das artes visuais (pintura, escultura, cinema, design industrial, gráfico) e também com outros tipos de arte (literatura, poesia, didática), com a investigação sobre o tema do jogo, a infância e a criatividade.

## Biografia
Bruno Munari nasceu em Milão, mas passou a infância e a adolescência em Badia Polesine. Em 1925, voltou a Milão, onde começou a trabalhar com um tio que era engenheiro. Em 1927 começou a seguir Filippo Tommaso Marinetti e o movimento futurista, mostrando o seu trabalho em várias exposições. Três anos mais tarde associou-se a Riccardo Castagnedi (Ricas), com quem trabalhou como designer gráfico até 1938. Poucos trabalhos de Munari existem deste período, já que a maioria eram feitas de materiais transitórios. Uma obra existente em têmpera de 1932 sugere que Munari tinha adotado integralmente a estética futurista. Vários outros exemplos de 1930, no entanto, mostram uma clara dívida para com o Surrealismo.
Durante uma viagem a Paris, em 1933, encontrou-se com Louis Aragon e André Breton. De 1939 a 1945 trabalhou como designer gráfico para o editor Mondadori, e como diretor de arte da revista Tempo. Ao mesmo tempo começa a criar livros para crianças, originalmente pensados para o seu filho Alberto.
Na década de 1930 Munari adotou uma atitude diferente. "Machine Aerial", por exemplo, indica um movimento no sentido de uma estética construtivista. Este objeto elegante é um precursor da sua "Useless Machines", a primeira das quais foi executada em 1933. Construída de papelão pintado e outros materiais leves, que serviam para libertar formas abstratas em três dimensões. Além disso, eles foram feitos para integrar com o meio ambiente através da sua ação cinética.
Em 1948, Munari, Gillo Dorfles, Gianni Monnet e Atanasio Soldati, fundaram o movimento de Arte Concreta.
Após a Segunda Guerra Mundial Munari dedicou-se ao desenho industrial. Um exemplo disso é "Hora X" (1945), um despertador com rotação de semi-discos em vez de mãos. Em 1963, como parte de um esforço para trazer o melhor em design para o público italiano, Hora X foi produzido como múltiplo. Outros objetos de Munari, que não eram estritamente utilitarista também foram produzidos industrialmente, como o "Flexy" (1968), uma estrutura de fio flexível de metal que poderia ser fixado em qualquer posição. Após 1949 Munari começou a investigar a teoria da Gestalt com uma série de trabalhos experimentais como positivo, negativo, em que tenta alcançar a paridade absoluta na relação figura-fundo. Em "Negativo Positivo" (1950), por exemplo, as áreas de escuridão e luz são iguais.
Já em 1930, Munari a experimentou inovações radicais em design gráfico e tipografia, mas apenas depois da Segunda Guerra Mundial começa a projetar e a produzir objetos-livro. Os seus livros infantis eram simples e provocadoras ferramentas de aprendizagem. Os livros para adultos, por outro lado, eram objetos inúteis, como os "Livros Ilegíveis", que se destinavam a desafiar o próprio conceito de livro. Em 1950 Munari começou a experimentar a projeção de luz através de plástico colorido para criar composições coloridas de luz. O uso de luz polarizada, lentes especiais e motorização que lhe permitiu alcançar resultados mais complexos e variáveis e o levaram à produção de seu primeiro filme colorido com luz, "Colori Della Luce" (1963) com a música eletrônica.
O princípio do acesso público aos meios de comunicação visual foi muito importante para Munari, que acreditava que todos podiam produzir objetos de valor estético, dadas as avanços tecnológicos disponíveis na época. Segundo este princípio, em 1964 Munari começou a instalar fotocopiadoras nos locais de exposição, incluindo o Pavilhão Central da 35 ª Bienal de Veneza em 1970.

## Pré-livros
O conceito de livro ilegível e pré livro foi desenvolvido por Bruno Munari, no ano de 1981, quando publicou o livro Das Coisas Nascem as Coisas. A intenção do pré livro é incentivar as crianças a experimentarem o livro de forma diferente, ampliando sua concepção sensorial e desconstruindo o conceito do objeto livro. Munari percebeu em seu trabalho com as crianças, que muitos adultos não se tornam leitores devido à má experiência que tiveram com os livros na infância. Durante muito tempo, os livros foram marcados pelos mesmos formatos de páginas, pela encadernação padrão, textos e algumas imagens tradicionais, que nunca trouxeram tanto interesse além da informação registrada nas páginas.
A solução encontrada por Munari foi explorar o conceito livro de forma inovadora. 
“ Sabe-se que as pessoas de idade têm uma enorme dificuldade em modificar o seu pensamento, justamente porque aquilo que se aprende nos primeiros anos de vida permanece como regra fixa para sempre; ter de mudar, para muitos, é como perder a segurança para aventurar-se numa situação que não se conhece. A solução deste problema, de aumentar o conhecimento e de formar pessoas com mentalidade mais elástica e menos repetitiva, está em nos ocuparmos com os indivíduos enquanto se formam. Sabemos também que nos primeiros anos de vida as crianças conhecem o ambiente que as rodeia por meio de todos os seus receptores sensoriais e não apenas da vista e do ouvido, percebendo sensações táteis, térmicas, matériais, sonoras, olfativas... Pode-se projetar um conjunto de objetos parecidos com livros, mas todos diferentes para informação visual, tátil, matérial, sonora, térmica [...].”  
Foi então que Munari desenvolveu livros sem textos, primeiramente chamados de livros ilegíveis, explorando outros conceitos que poderiam ser abordados através de um livro: a textura e a espessura das páginas, os materiais utilizados e sua interação com os leitores, as imagens, as cores, as formas, transparências entre outros. Foram desenvolvidos 12 livros do mesmo tamanho, com o título LIVRO dos dois lados. Dessa forma, os livros não possuem começo, meio e fim. As histórias também não foram finalizadas de forma a incentivar a criatividade do leitor e estimular o pensando e o raciocínio. 
Foram utilizados materiais desde madeira e tecido, como diferente tipos de papéis e encadernação. Além dos diferentes materiais, esses livros também inovaram em termos de linguagem, através da abordagem não-linear do livro, da movimentação das páginas, e da experimentação de acordo com o leitor.
Os livros ilegíveis foram expostos pela primeira vez na livraria Salto, em Milão, recebendo também uma edição de mil cópias no Museu de Arte Moderna de Nova York (MoMa), em 1967, na exposição Two Graphics Designers. A publicação de pré livros mais recente é de 2002, pela editora italiana Corraini.
Sendo assim, a proposta de Munari com o pré-livro é transformar o livro em um objeto sensorial que incentive as crianças a entender e apreciar a leitura de forma criativa e experimental para que a leitura seja apreciada inclusive na geração adulta. 

## Prêmios e reconhecimentos
- Compasso d'Oro prêmio da ADI (Associazione per il Disegno Industriale) (1954, 1955, 1979)
- Medalha de Ouro da Triennale di Milano para o illeggibili Libri "livro" (1957)
- Prêmio Andersen como melhor autor infantil (1974)
- Menção Honrosa da Academia de Ciências de Nova York (1974)
- Graphic prêmio na Feira de Bolonha para a Infância (1984)
- Prêmio de Design da Fundação Japão, pelo valor intenso humano de seu projeto (1985)
- Prêmio Lego por sua contribuição excepcional para o desenvolvimento da criatividade das crianças (1986)
- Award da Accademia dei Lincei por seu trabalho gráfico (1988)
- Prêmio Spiel Gut de Ulm (1971, 1973, 1987)
- In architettura Honoris Causa da Universidade Genova (1989)
- ADCi Milão Hall of Fame em Criatividade e Comunicação (1990)
- Da Academia de Brera - Marconi prêmio (1992)
- Cavaliere di Gran Croce (1994)
- Parceria Honrosa com a Universidade de Harvard[3]